# Torps kommunala realskola
Torps kommunala realskola var en kommunal realskola i Sör-Hångsta verksam från 1950 till 1966.

## Historia
Skolan fanns som en högre folkskola som 1950 ombildades till kommunal mellanskola. vilken den 1 juli 1952 ombildades till kommunal realskola.
Realexamen gavs från 1951 till 1966.
Skolbyggnaden användes efter realskoletiden av Sörhångstaskolan.